# 瑞泉寺 (鎌倉市)
瑞泉寺（ずいせんじ）は、神奈川県鎌倉市二階堂にある臨済宗円覚寺派の寺院。山号は錦屏山（きんぺいさん）。本尊は釈迦如来で、開基は二階堂道蘊である。鎌倉三十三観音第6番。鎌倉二十四地蔵第7番。境内は国の史跡、庭園は国の名勝に指定されている。また、神奈川県の歴史的風土特別保存地区に指定されている。

## 歴史
鎌倉幕府の幕臣であった二階堂道蘊が嘉暦2年（1327年）、夢窓疎石を開山として創建した寺で、当初は瑞泉院と号した。足利尊氏の四男で、初代鎌倉公方の足利基氏は夢窓疎石に帰依して当寺を中興し、寺号を瑞泉寺と改めた。以後、鎌倉公方足利家の菩提寺となっている。山号の「錦屏山」は、四季の景色が屏風の絵を見るように美しいところから由来とされる。
康暦年間に準十刹第三位に列せられ、至徳4年（1387年）には関東十刹に列せられた。
瑞泉寺は、夢窓派の拠点として重きをなしたが、公方家4代足利持氏による永享の乱で衰亡した。
文学や学問とゆかりの深い寺でもあり夢窓疎石が庭園の後の山に建てた徧界一覧亭は鎌倉五山の僧による五山文学の拠点として栄え、近世には徳川光圀が自身の鎌倉旅行を『新編鎌倉志』として編纂をさせたという。境内には久米正雄の墓、高浜虚子、久保田万太郎、吉野秀雄、大宅壮一、山崎方代、吉田松陰などの碑がある。現在の住職は歌人の大下一真である。

## 夢窓疎石と瑞泉寺
夢窓疎石が建立した寺や庵はいずれも景勝の地が選ばれており、瑞泉寺も風光明媚な環境の中に創建されている。
夢窓疎石は円覚寺開山無学祖元の孫弟子で、円覚寺、南禅寺、浄智寺など五山の住職に就いている。また、後醍醐天皇はじめ南北両朝の帝から七つもの國師の号を賜ったことから、「七朝の帝師」と称えられていた。
足利尊氏は夢窓疎石を敬って「仁山」の法号を与え、弟直義も「古山」という法号を与えている。こうした縁により、後に瑞泉寺は鎌倉公方足利家の菩提所になる。
夢窓疎石はまた優れた作庭家という一面も持っていた。夢窓国師の作庭した美濃の虎渓山永保寺や甲斐の恵林寺、京の天龍寺、苔寺の名で知られる西芳寺の庭園は、瑞泉寺の庭園ともども、国の特別名勝・名勝に指定されている。

## 境内

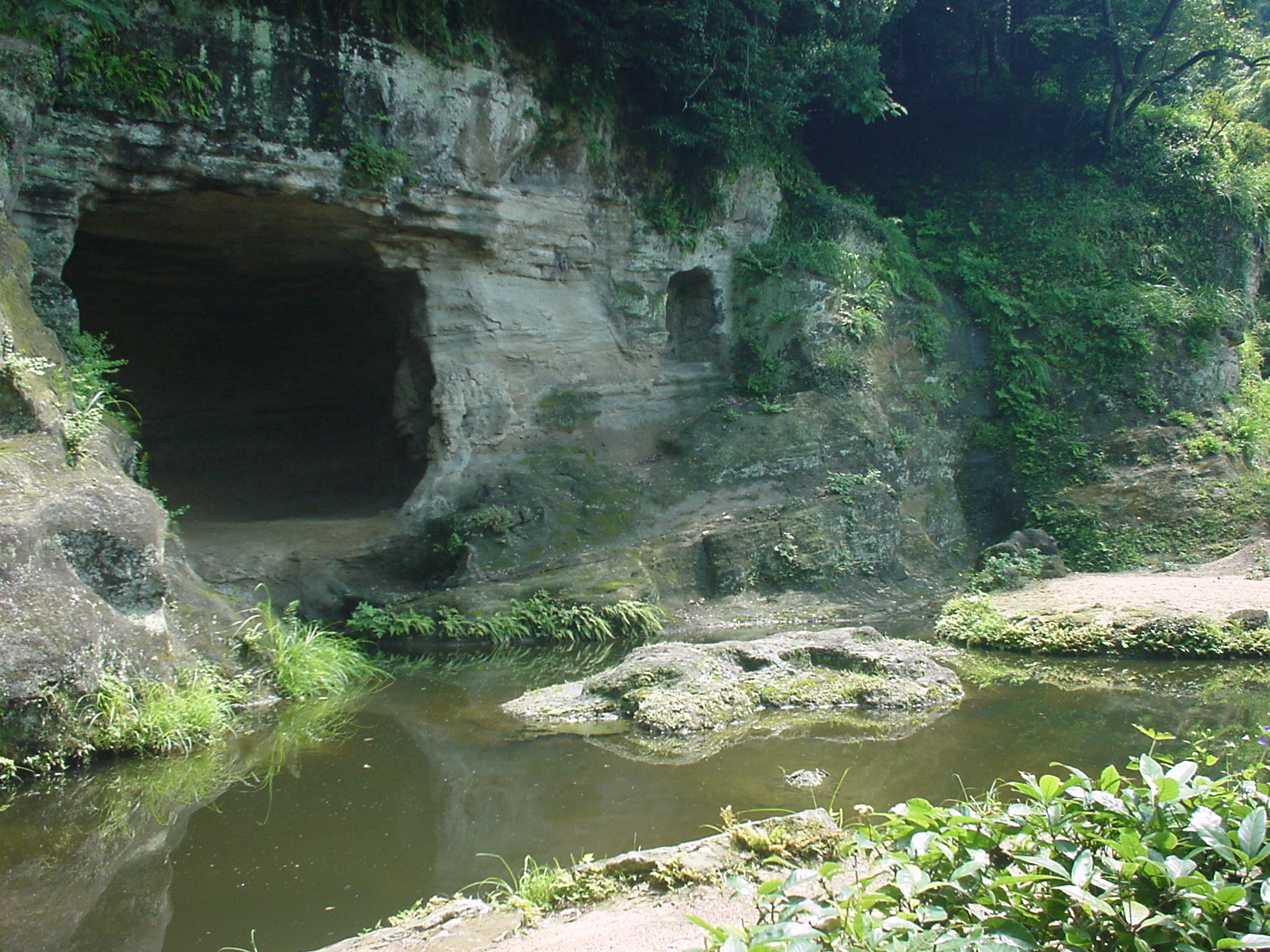
瑞泉寺の石庭

境内にある記念碑
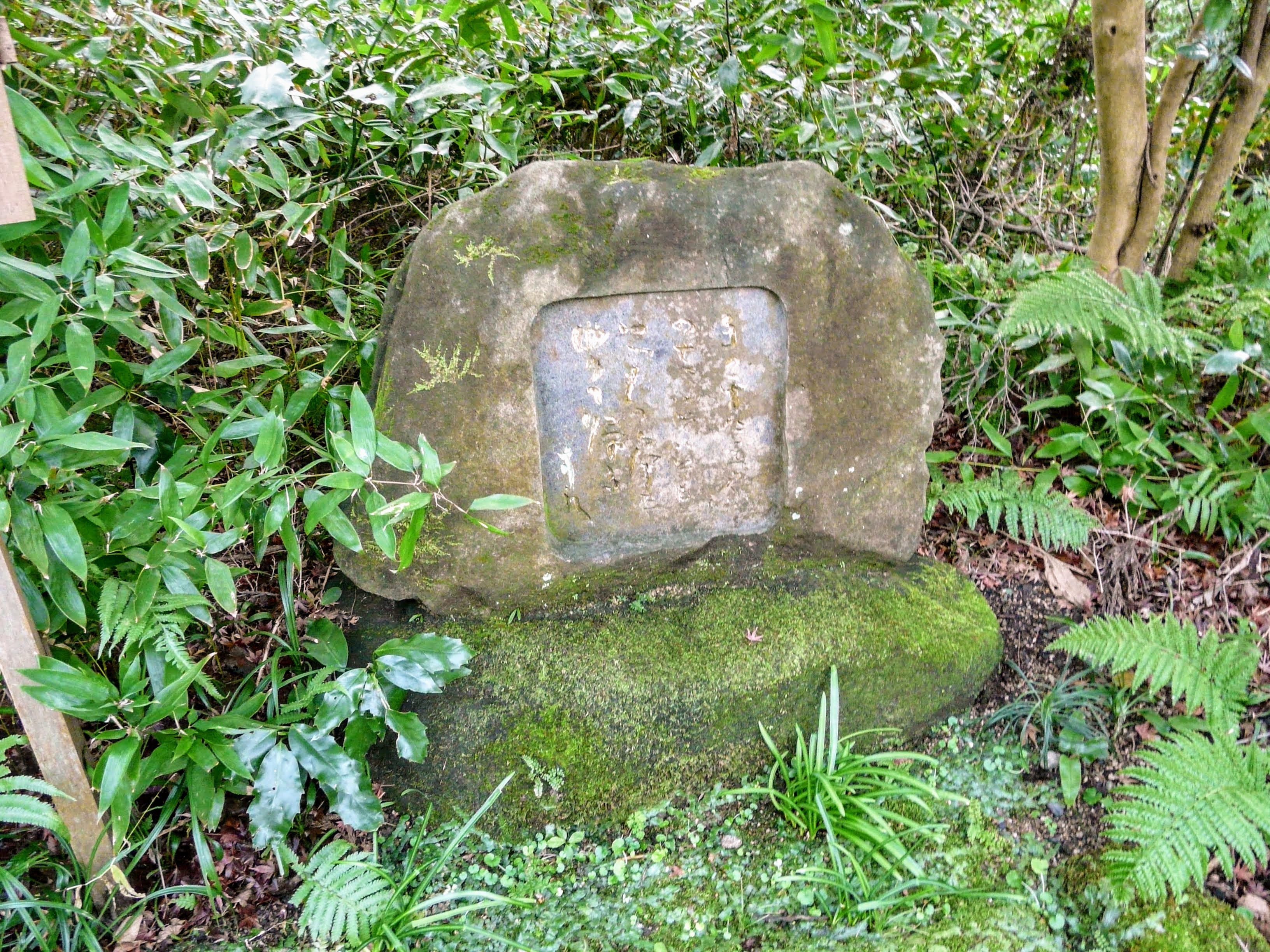
山崎方代歌碑
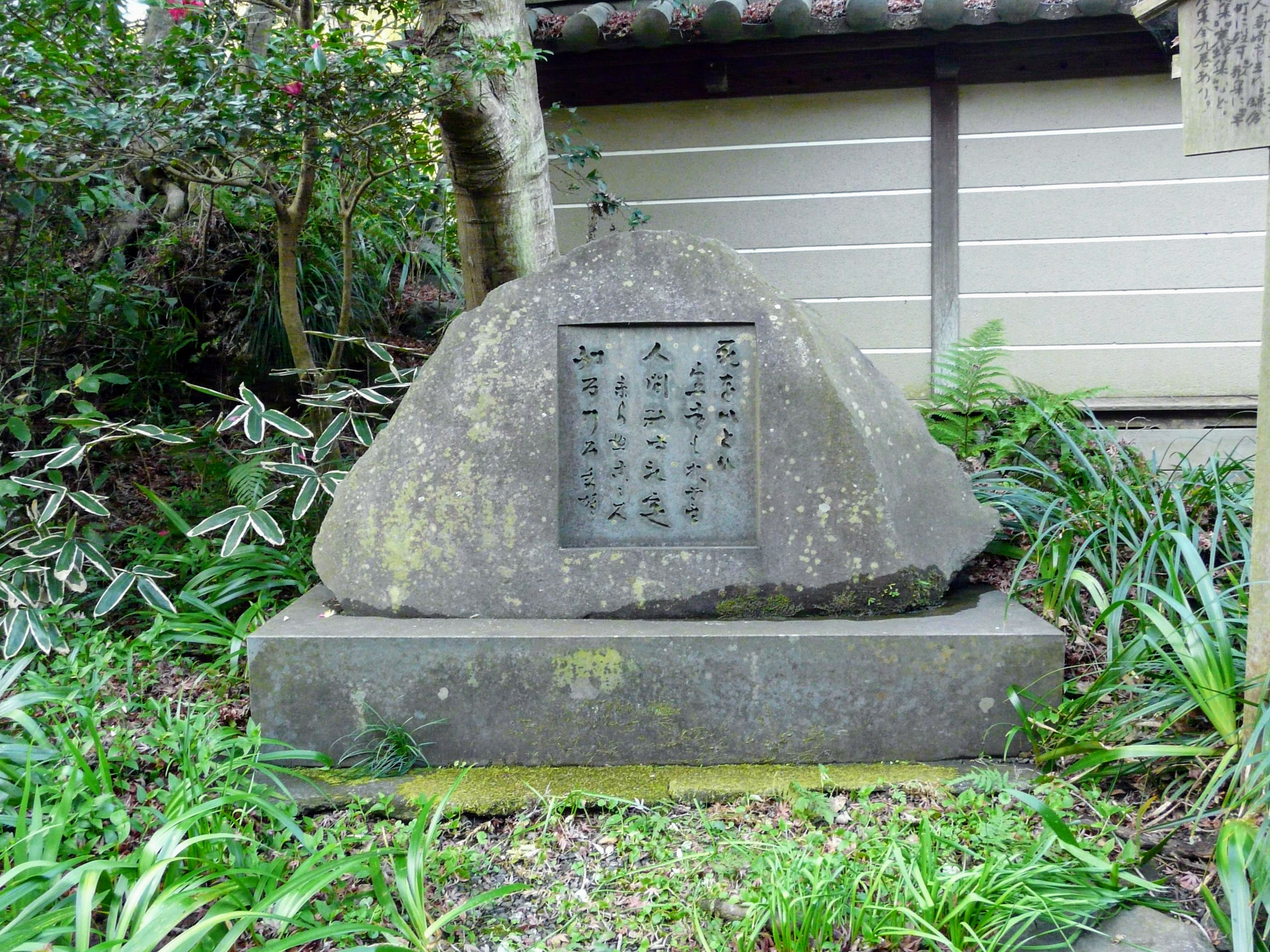
吉野秀雄歌碑
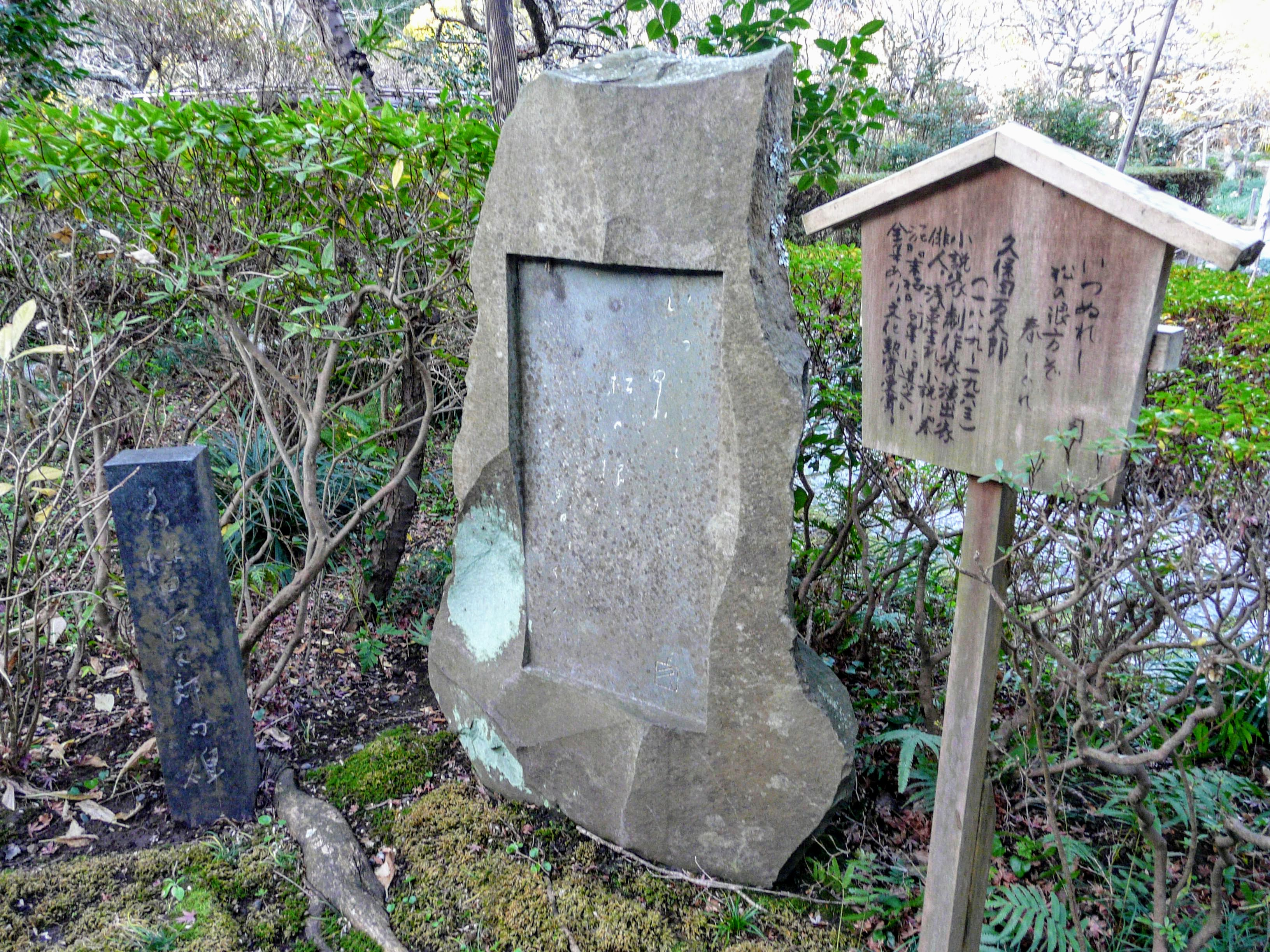
久保田万太郎句碑
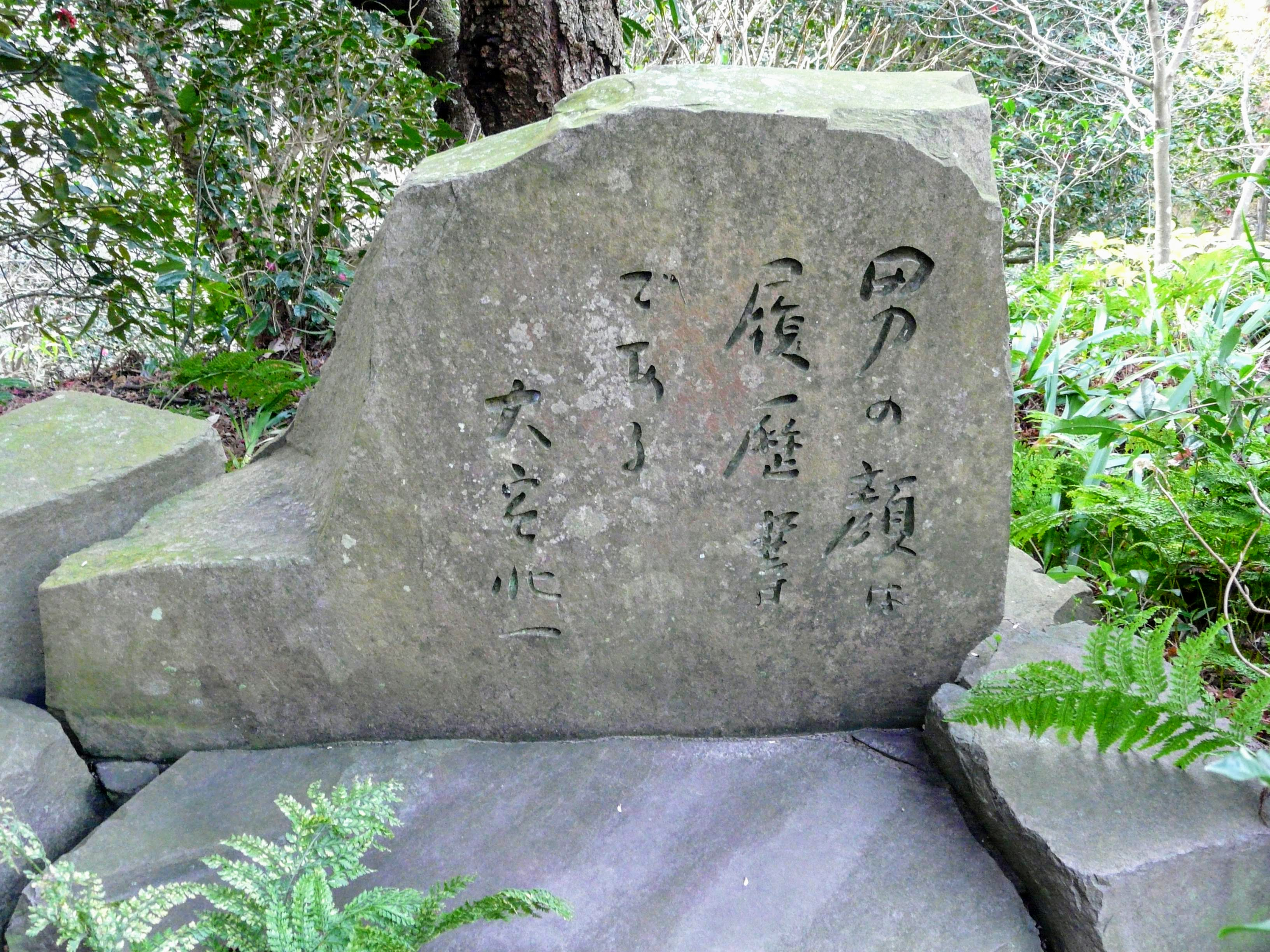
大宅壮一評論碑
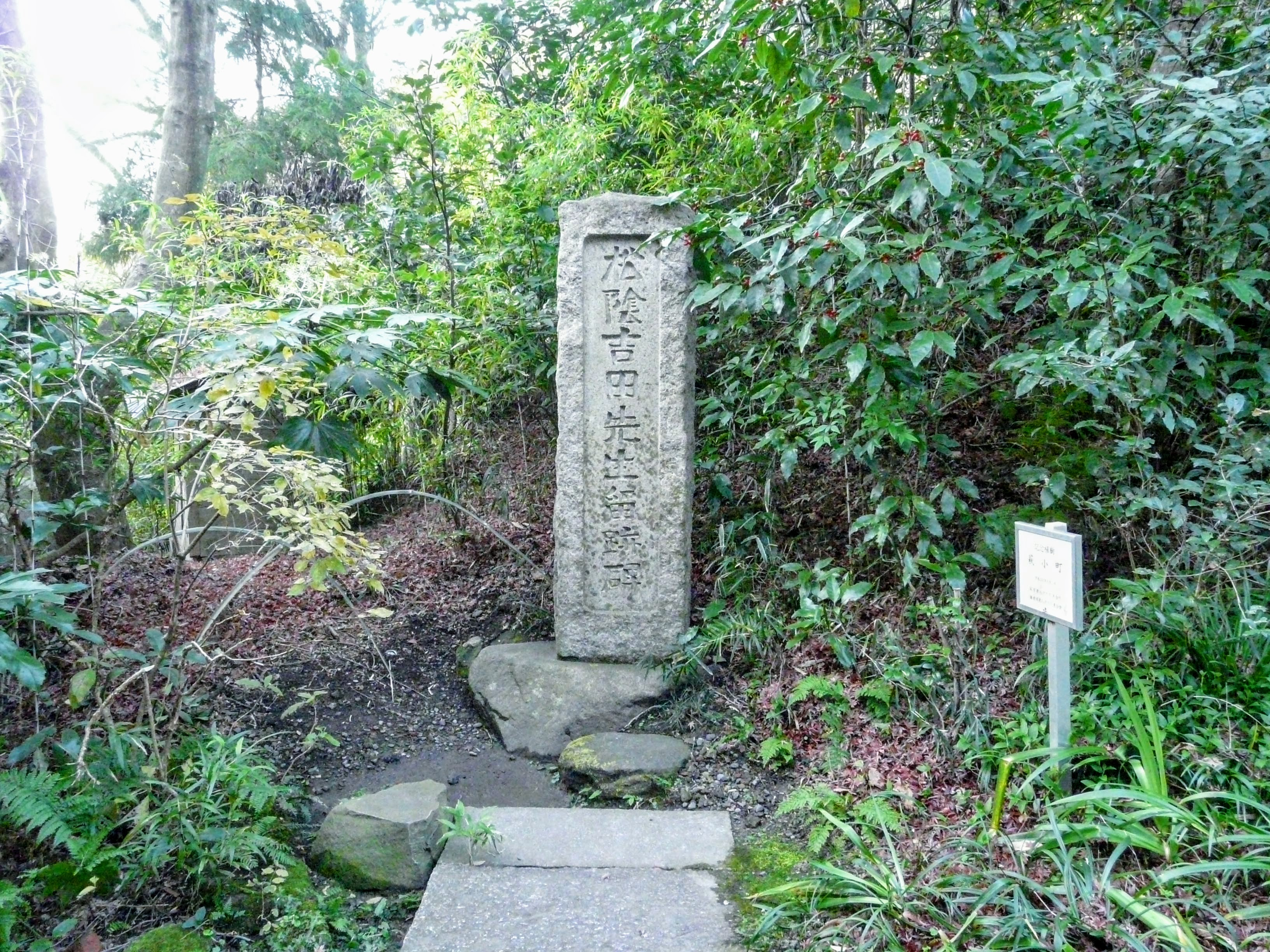
吉田松陰留跡碑

寺のある一帯は紅葉ヶ谷と呼ばれる谷戸に位置している。境内は季節ごとに様々な花で彩られ、梅、つつじ、牡丹、マンサクなど、一年中花の絶えることがない。特にスイセンが有名な「花の寺」として知られている。本堂裏の庭園は夢窓疎石による岩盤を削って作られた禅宗様庭園で、書院庭園の起源となった。荒廃していたのを後に発掘復元した。
総門脇より入る山道は裏山を通って建長寺、今泉方面へ出ることのできる天園ハイキングコースの一部となっている。裏山には得宗最後の北条高時の首塚伝説を残す「首やぐら」と呼ばれるやぐら群がある。
- 総門
- 山門
- 仏殿
- 書院
- 客殿
- 地蔵堂 - どこも苦地蔵とよばれる地蔵菩薩立像が安置される。もと扇ガ谷の地蔵堂にあった地蔵菩薩像。昔、堂守が貧しさゆえに逃げ出そうとしたところに、この地蔵が堂守の夢枕に立ち、「どこも苦、どこも苦（苦しいのはどこも同じ）」と言ったという伝承がある。
- 開山堂
- 庫裡
- 鐘楼 - 「錦屏晩鐘」と名付けられた鐘がある。
- 本堂
- やぐら群
- 足利基氏廟所 - 非公開
- 夢窓疎石作庭園
- 徧界一覧亭 - 非公開[7]
- 南芳庵・保寿軒・吉祥斉 - 3棟の茶室があるが一般利用不可。
- 記念碑 - 山崎方代歌碑、吉野秀雄歌碑、久保田万太郎句碑、高浜虚子句碑、大宅壮一評論碑、吉田松陰留跡碑の記念碑がある[4]。

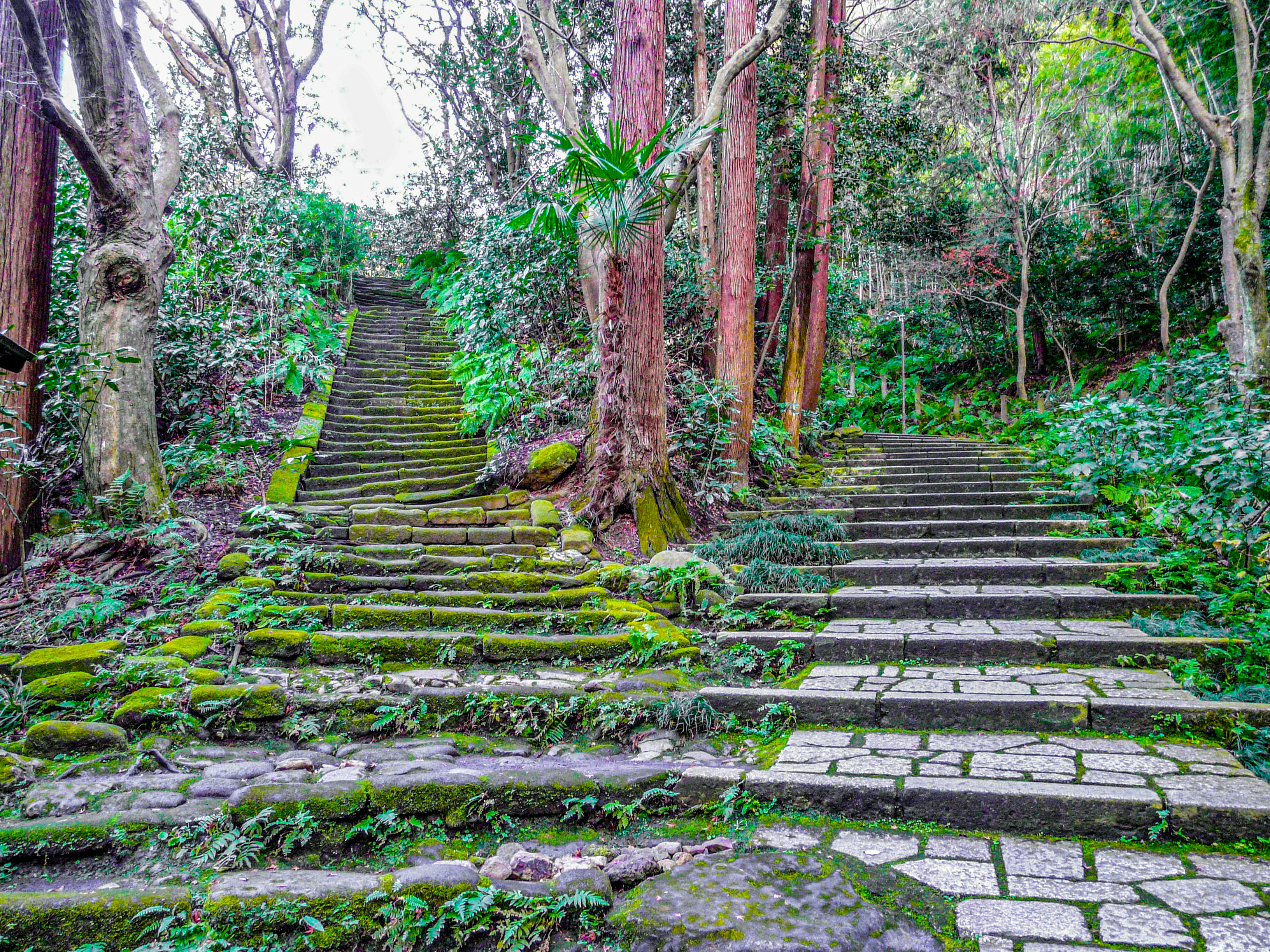
参道石段
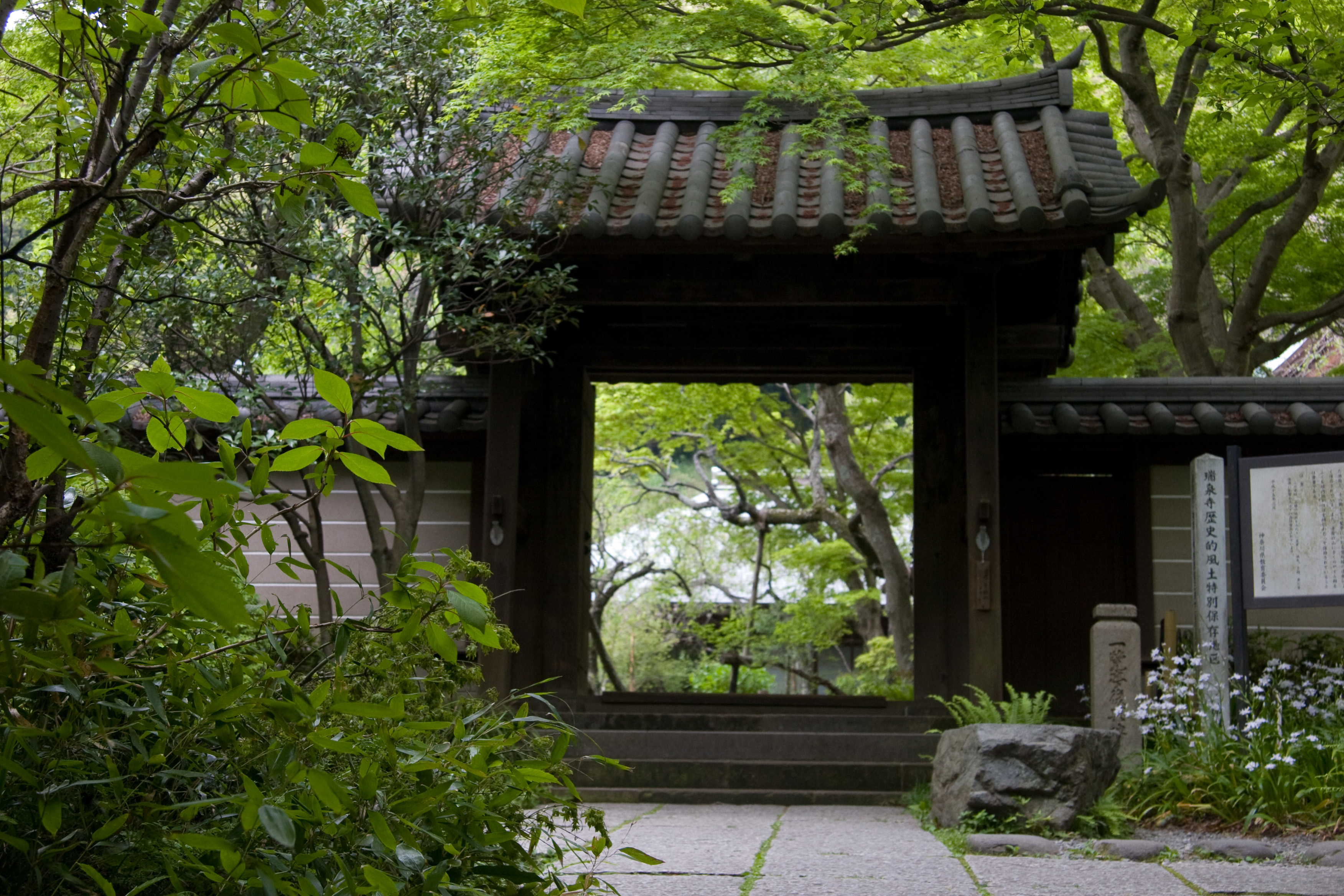
山門
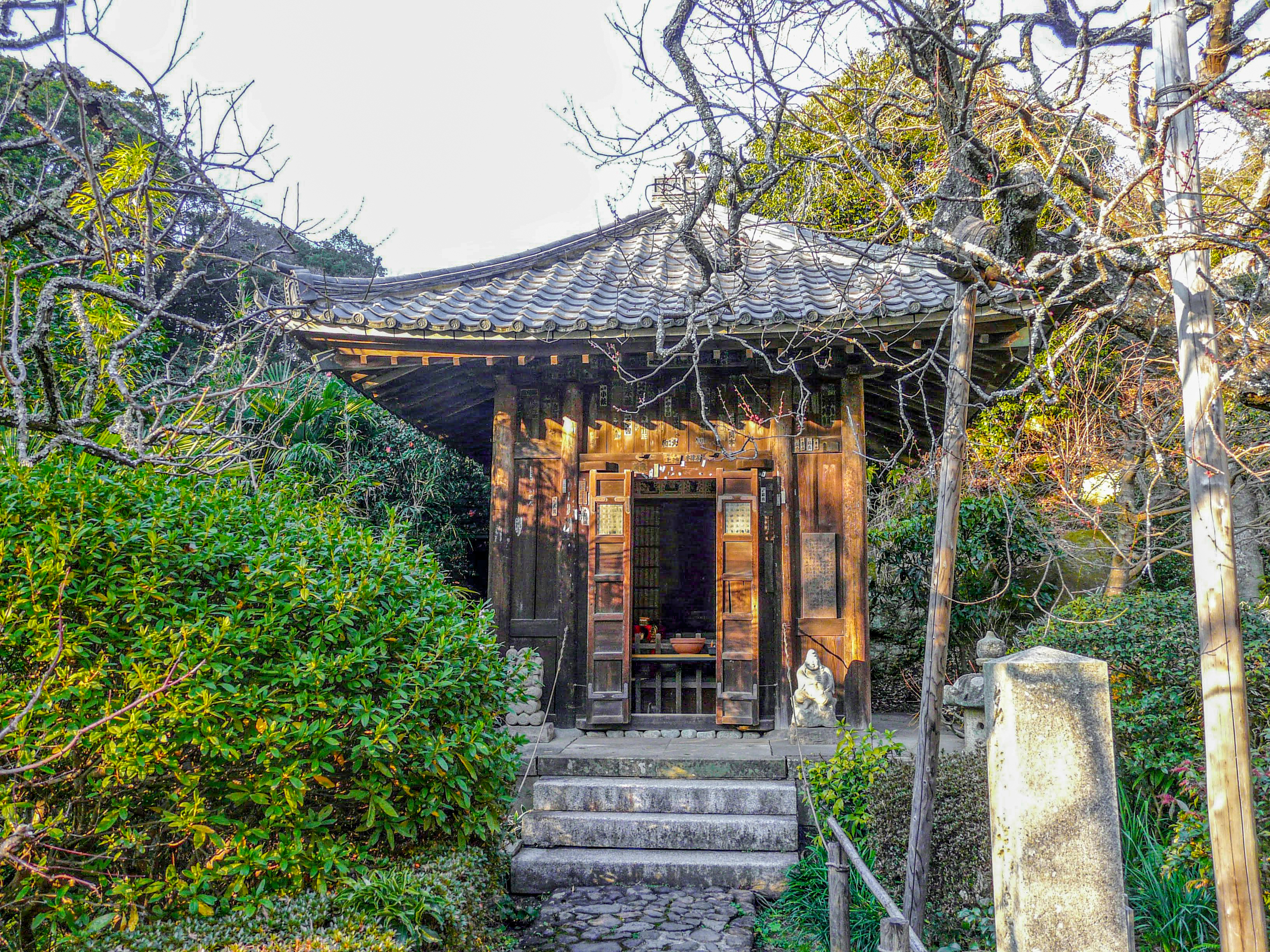
地蔵堂
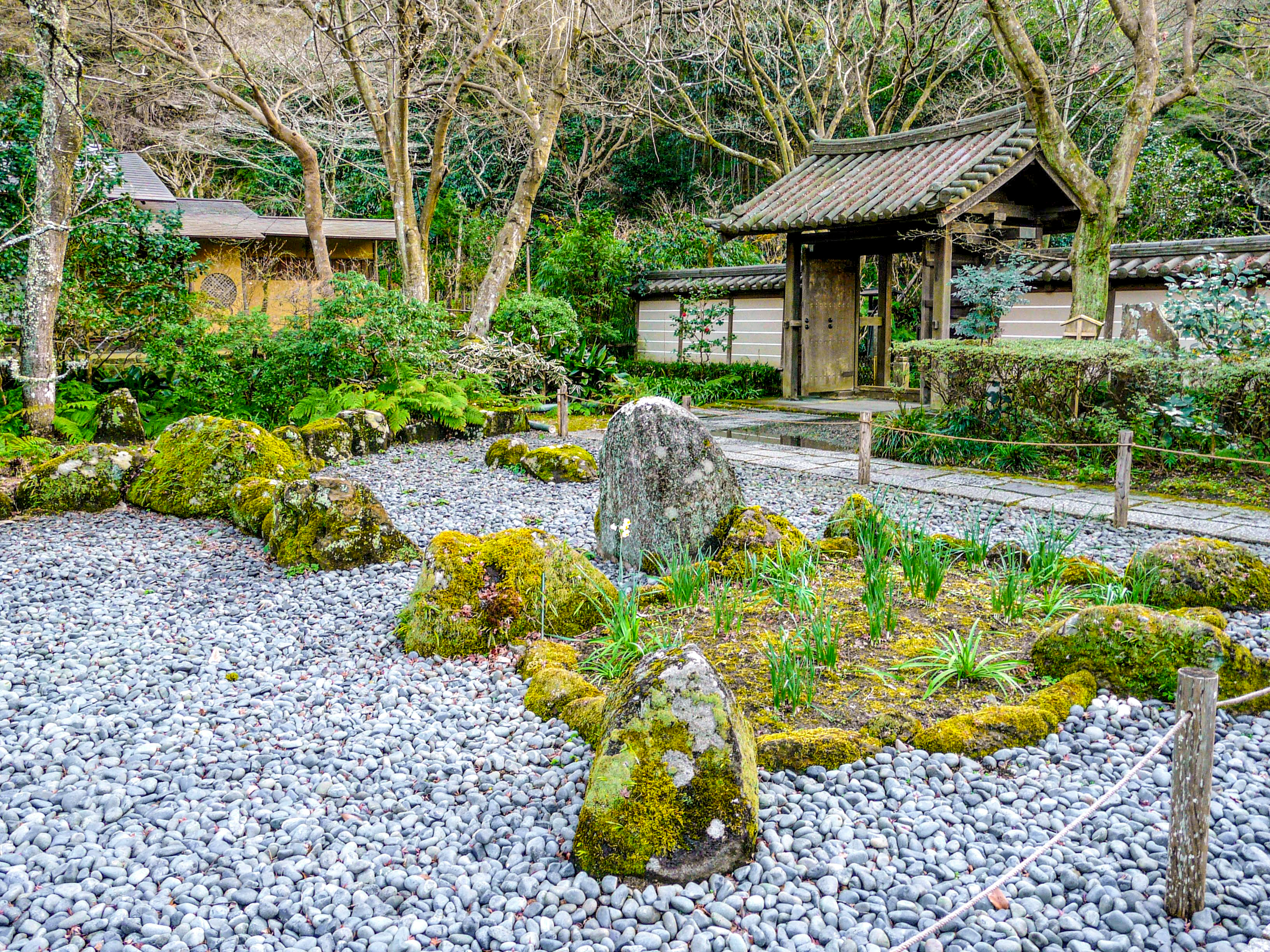
前庭
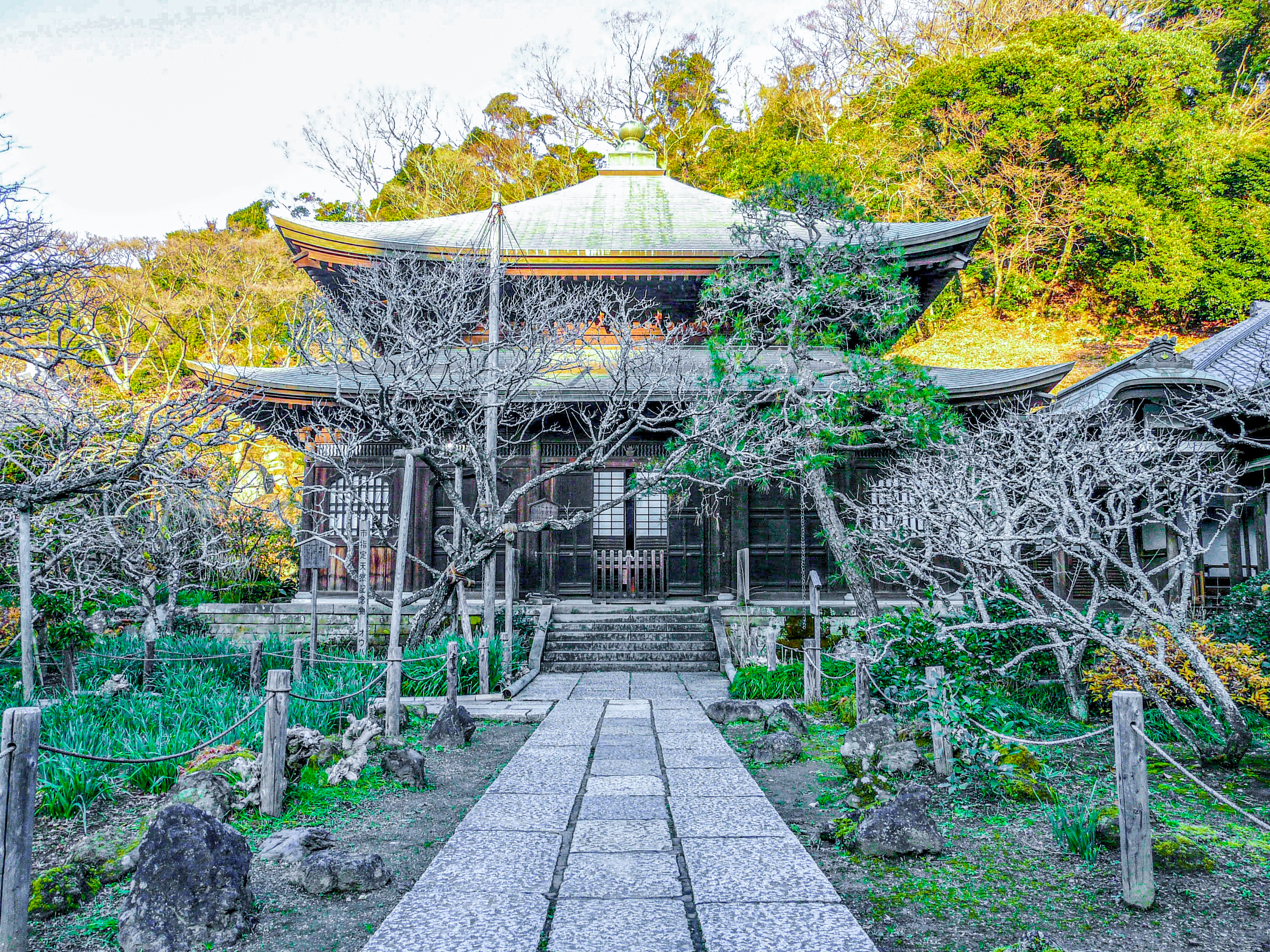
本堂
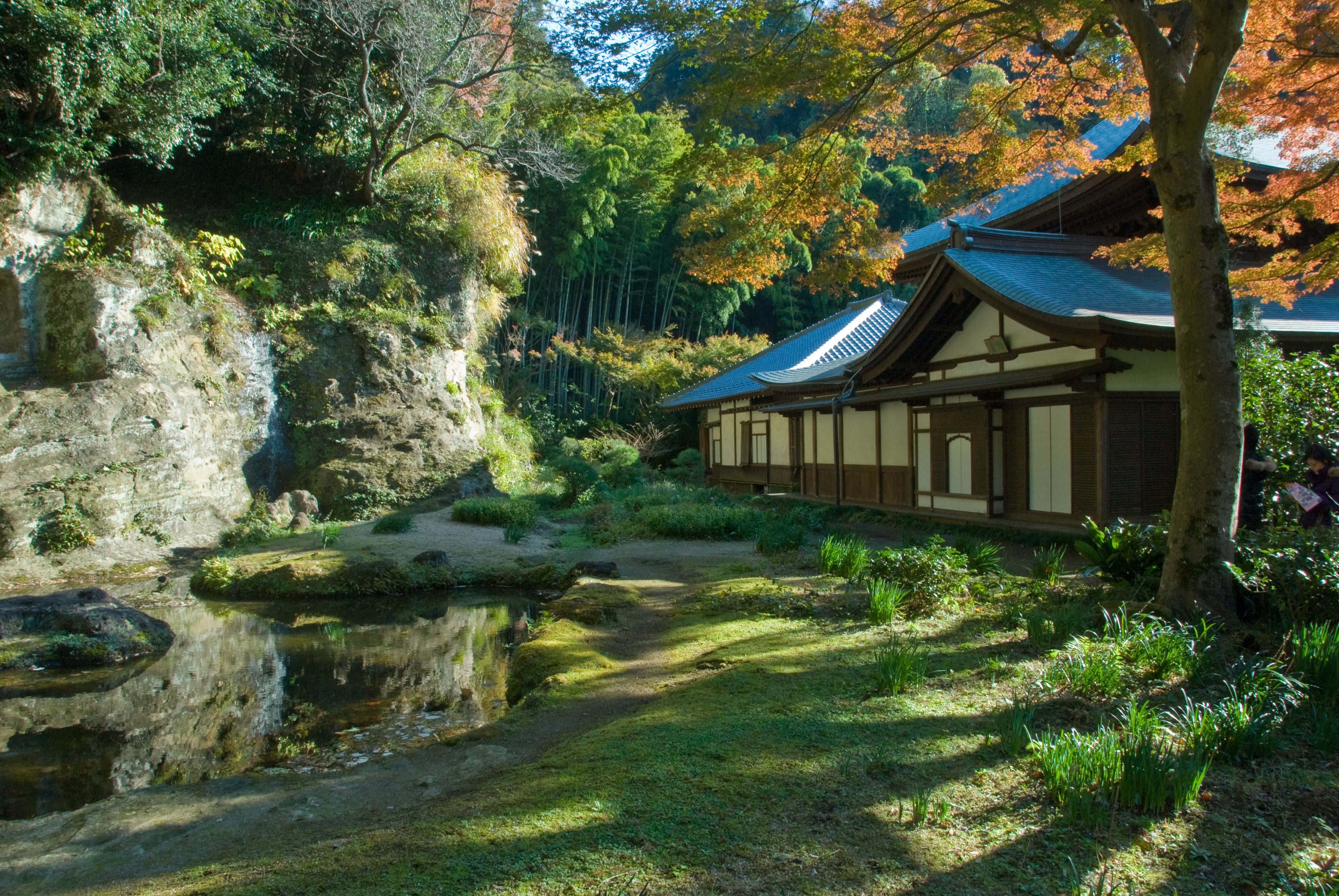
石庭
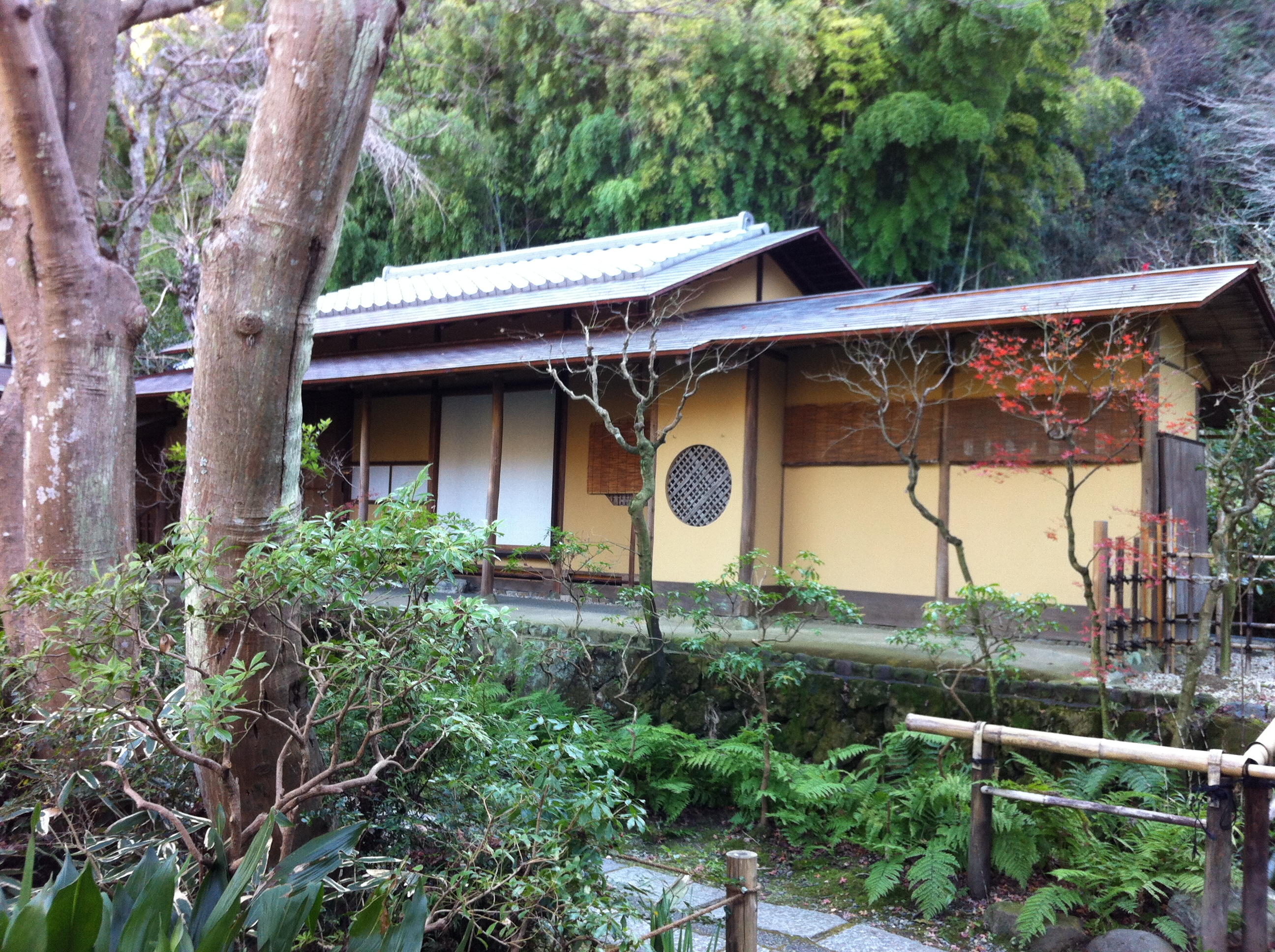
茶室

- 境内にある記念碑
- 山崎方代歌碑
- 吉野秀雄歌碑
- 久保田万太郎句碑
- 大宅壮一評論碑
- 吉田松陰留跡碑

## 文化財

### 重要文化財
彫刻
- 木造夢窓国師坐像 1躯 -指定年月日：1926年（大正15年）4月19日 - 南北朝期の作品[8]。

### 国の史跡
- 瑞泉寺境内 - 指定年月日：1971年（昭和46年）11月8日[9]。

近年、凝灰岩盤をえぐる彫刻的手法により造られた池庭が、ほぼ創建当初の地割に従い発掘復原され、錦屏山上の一覧亭にいたる登坂路とともによく保存されている。

### 国の名勝
- 瑞泉寺庭園 - 指定年月日：1971年（昭和46年）11月8日[10]。

夢窓疎石の作庭による方丈書院の庭園。全域にわたって長らく埋もれて荒廃していたものを、1969年（昭和44年）から1970年（昭和45年）に古図面と発掘調査の結果に基づいて、ほぼ創建当初の地割にしたがい発掘復元したもの。凝灰岩の岩盤を掘り込んだ、大胆な造形が見どころとされている。鎌倉にのこる鎌倉時代の唯一の庭園として、また書院庭園のはじまりとして貴重である。

### 鎌倉市指定文化財
絵画
- 紙本墨画 竹斎読書図 1面 - 指定年月日：1972年（昭和47年）12月12日[11]。
- 紙本淡彩 西湖図六曲屏風 1双 - 指定年月日：1973年（昭和48年）4月11日[11]。
- 絹本著色 仏涅槃図（描表装） 1幅 - 指定年月日：1986年（昭和61年）10月11日[11]。
- 紙本著色 朱衣達磨図 1幅 - 指定年月日：1986年（昭和61年）10月11日[11]。
- 絹本著色 夢窓和尚像 1幅 - 指定年月日：1995年（平成7年）10月13日[12]。

彫刻
- 木造 地蔵菩薩立像 1躯 - 指定年月日：1972年（昭和47年）12月12日[13]。
- 木造 千手観音坐像 1躯 - 指定年月日：1972年（昭和47年）12月12日[13]。

書跡
- 紙本墨書 扶桑五山記 5巻（5冊） - 指定年月日：1961年（昭和36年）11月15日[14]。
- 紙本墨書 夢窓疎石墨跡 1幅 - 指定年月日：1972年（昭47年）12月12日[14]。
- 紙本墨書 固山一鞏墨跡 1幅 - 指定年月日：1972年（昭47年）12月12日[14]。

典籍
- 大光明蔵 3巻（3冊） - 指定年月日：1974年（昭和49年）10月11日[15]。

古文書
- 木造 報恩寺梁牌銘 2面 - 指定年月日：平成11年11月25日[16]。

有形民俗
- 庚申塔（享保八年銘） 1基 - 指定年月日：1965年（昭和40年）3月30日[17]。

天然記念物
- オウバイ 1株 - 1963年（昭和38年）7月17日[18]。
- フユザクラ 1株 - 1973年（昭和48年）4月11日[18]。

## 交通
- JR横須賀線・江ノ島電鉄鎌倉駅より京浜急行バス「大塔宮」（鎌倉宮）下車徒歩10分